# 洛根 (俄亥俄州)
洛根（Logan）是美国俄亥俄州霍金县一个城市，是霍金县的县城。2010年人口普查时的人口为7152人。洛根位于俄亥俄州东南部，位于哥伦布东南48英里的霍金河沿岸。 洛根现任市长是共和党的格雷格·弗劳恩费尔特，他于2016年1月开始任职四年。

## 历史
居民为了纪念印第安明戈部落的首领洛根而命名这个城镇。 在欧裔美国人定居时，他和他的同伙生活在这个地区。 俄亥俄州州长托马斯·沃辛顿在1816年建立了社区。